# Хасан Дърала
Хасан Дърала (на албански: Hasan Dërralla) е деец на Албанското възраждане.

## Биография
Дърала е роден в тетовското албанско село Градец, тогава в Османската империя. При създаването на Призренската лига в 1878 година заедно със сина си Мехмед Дърала става член на Лигата и подписва всичките ѝ актове - Устава, Карарнамето и Талимата заедно с другите 54 делегати.